# Лесси: Новое начало
«Лесси: Новое начало» (англ. Lassie: A New Beginning) — американский телефильм 1978 года. На официальном сайте он включен в категорию компиляционных фильмов, несмотря на то, что его сюжет не основан на сериале.

## Сюжет
В одном городе в штате Аризона живёт семья Стрэттон: бабушка Ада и двое её внуков, Саманта и Чип, которых она воспитывает после гибели их родителей. В семье есть также колли по кличке Лесси. Аде необходимо лечь в больницу, и она хочет, чтобы детей на это время забрал её сын Стюарт, который из-за давней семейной размолвки живёт отдельно в Калифорнии. Она не может до него дозвониться, а потому решает отвезти ему детей и собаку. По дороге Ада умирает от сердечного приступа. Детей на то время, пока не свяжутся с их дядей, отправляют в приёмную семью, а Лесси помещают в приют для собак. Однако Лесси убегает оттуда, выпустив всех собак, и приходит к детям. Те решают сами найти дядю и убегают из дома. На машине, которую повела Саманта, они уезжают к дяде. Однако двое детей и собака, путешествующие без взрослых на машине, привлекли внимание полиции. Из-за этого Саманте не удалось заправиться, и они были вынуждены бросить машину. Чтобы сократить путь и избежать полиции, которая будет дежурить на дорогах, дети идут напрямик и попадают на полигон. Там Чипа жалит змея, и Саманта отправляет Лесси за помощью. Собака находит Стюарта и приводит его к племянникам. Холостой Стюарт не хочет иметь детей и предполагает отдать их в интернат, но его друг советует ему жениться и оставить детей у себя. Становится понятно, что Стюарт на это соглашается. Также он оставляет у себя Лесси, несмотря на аллергию на собачью шерсть.

## В ролях
- Салли Бойден — Саманта Стрэттон
- Шейн Синутко — Чип Стрэттон
- Жанетт Нолан — Ада Стрэттон
- Джим Антонио — господин Уолдрап
- Люсиль Бенсон — Юнона
- Ли Брайант — Кэти Маккендрик
- Хелен Пеидж Кэмп — мисс Тремейн
- Вуди Чамблисс — Виктор Турки
- Джеймс Криттенден — Митч
- Гена Эванс — шериф Марш
- Джефф Харлан — Базз Маккендрик
- Джон Макинтайр — доктор Спреклс
- Шелли Моррисон — Лена
- Джон О’Лири — Джерри Берган
- Фред Пинкард — сержант Льюис